# DoublePulsar
DoublePulsar — бэкдор, разработанный группировкой Equation Group (предположительно являющейся подразделением АНБ) и опубликованный хакерской группой The Shadow Brokers в начале 2017 года. Компания Microsoft исправила недостатки в мартовском обновлении, но последние отчёты[когда?] свидетельствуют о том, что многие[насколько?] владельцы персональных компьютеров не смогли применить исправления или используют неподдерживаемую версию Windows. Этот инструмент смог заразить более 500 000 компьютеров под управлением ОС семейства Microsoft Windows всего за несколько недель. Вредоносная программа доставляется через TCP-порт 445 с помощью эксплойта EternalBlue, использующего уязвимость в реализации протокола SMB (Server Message Block). После публикации сведений об уязвимости, группа хакеров 12 мая 2017 г. выпустила в сеть вирусную программу WannaCry, представляющую собой сетевого червя-вымогателя.
DoublePulsar работает в режиме ядра, который предоставляет хакерам высокий уровень контроля над компьютерной системой. После установки доступны три команды: ping, kill и exec, последняя из которых, вероятнее всего, может быть использована для загрузки вредоносного ПО в систему.